# Exobasidium pieridis-ovalifoliae
Exobasidium pieridis-ovalifoliae är en svampart som beskrevs av Sawada 1929. Exobasidium pieridis-ovalifoliae ingår i släktet Exobasidium och familjen Exobasidiaceae.   Inga underarter finns listade i Catalogue of Life.